# Edem
Edemul reprezintă o infiltrație cu lichid seros a țesuturilor, îndeosebi a pielii, cu acumulare de lichid în țesutul conjunctiv subcutanat sau o acumulare excesivă de fluide în țesutul interstițial sau în cavități preformate. Lichidul de edem poate fi sărac în proteine (densitate sub 1015) cu denumirea de transudat sau bogat în proteine, denumit exudat.
Factori implicați în producerea edemului :
- scăderea sau blocarea drenajului limfatic cu edem limfatic
- creșterea permeabilității capilare
- creșterea presiunii hidrostatice a sângelui în venule și capilare
- scăderea presiunii oncotice a sângelui
- creșterea presiunii osmotice tisulare

- retenția de Na+ și apă în organism

## Clasificare
Edeme locale:
- edem prin obstrucție venoasă (mai frecvent la membrele inferioare)
- edem limfatic datorat obstrucției cronice a vaselor limfatice
- edem inflamator - de tip exudat
- edem alergic (edem Quincke sau angioedem)
- edem pulmonar ce complică bolile cardiace severe, mai rar fiind determinat de alte cauze; este cauzat de trecerea plasmei sangvine în alveolele pulmonare[2]
- hidropizie - edem în cavitățile preformate (ex. ascită, hidrotorax, hidropericard).

Edemele generale:
- edem cardian
- edem renal
- edem nutrițional
- anasarcă - forma extremă de edem generalizat, ce cuprinde atât interstițiile, cât și cavitățile preformate.

## Evoluție
În funcție de caracterul lor (localizat sau general), cât și de evoluția afecțiunii de fond, pot apărea tulburări funcționale ale organelor interesate, perturbarea severă a funcțiilor sistemului nervos central (SNC) și obstrucția căilor respiratorii. Edemele cronice persistente, indiferent de localizare, se pot însoți de hiperplazia țesutului conjunctiv, cu îngroșarea și indurarea țesuturilor edemațiale.